# Alliette Audra
Pour les articles homonymes, voir Audra.
Alliette Audra, née à Paris 17e le 22 octobre 1897 et morte à Lausanne le 30 novembre 1962, est une poétesse française.
Autrice d'une quinzaine d'ouvrages, dont des traductions de William Butler Yeats et Elizabeth Barrett Browning, elle écrit surtout des poèmes où elle évoque sa foi chrétienne, la nature et le souvenir de son frère tué durant la Première Guerre mondiale. Elle est connue pour son amitié avec Francis Jammes, qui admire profondément son œuvre.
Elle reçoit deux distinctions au cours de sa vie, le prix Gérard de Nerval en 1952 et le prix Caroline-Jouffroy-Renault en 1956.

## Biographie
Alliette Audra naît le 22 octobre 1897 au 8, rue Margueritte, dans le 17e arrondissement de Paris. Elle est la fille de Jeanne Henrotte (1871-1956), une descendante de l'industriel liégeois Henri Orban-Rossius, et d'Édouard Audra (1876-1914), né dans une famille bourgeoise parisienne d'origine huguenote. Édouard Audra, indiqué comme « licencié en droit » sur l'acte de naissance de sa fille, gère une société d'assurances maritimes et est en même temps mécène et collectionneur d'art. Alliette Audra est très proche de son frère Jacques, né en 1895, avide de littérature comme elle. Au lycée, ils lisent Albert Samain et Leconte de Lisle, puis des auteurs alors nouveaux, Paul Claudel, André Gide, Charles Péguy et Francis Jammes,. En 1916, elle écrit une lettre à ce dernier pour lui témoigner son admiration,.
Elle connaît trois deuils durant la Première guerre mondiale : son père en 1914, une de ses sœurs âgée de 14 ans en 1915, et surtout Jacques, devenu officier et tué au combat le 25 octobre 1918,. La mort de son frère affecte profondément Alliette Audra et lui inspire ses premiers poèmes, écrits en février 1919. Le souvenir de son frère et la douleur de l'avoir perdu apparaissent tout au long de son œuvre.
Outre ses lectures de jeunesse, Alliette Audra lit Eugénie et Maurice de Guérin, Katherine Mansfield, Mary Webb, Emily Brontë, Selma Lagerlöf et Henri Pourrat. Elle publie ses premiers livres, Sainte Rose de Viterbe et Via Crucis, deux textes chrétiens en prose, en 1924. Par la suite, elle se consacre à la poésie : Les œillets du poète en 1926, Les herbes hautes en 1931 et Prairies en 1936. Ce recueil, préfacé par Henri Pourrat, la fait découvrir par la critique littéraire. En 1934, elle rencontre Charles Du Bos, qui partage son intérêt pour la littérature anglo-saxonne, et elle commence à fréquenter son salon littéraire,.
En 1936, Alliette Audra commence à échanger avec Francis Jammes, après lui avoir envoyé un exemplaire de Prairies. Le poète, alors âgé de 68 ans, lui écrit : « apprenez ici du vieux poète qui, en 1888 avait une âme de vingt ans... apprenez que dans cette Renaissance qu'il a annoncé personne n'est au-dessus de votre pur génie ». Il l'appelle dans ses lettres « ma sœur en poésie » et met en elle les espoirs de voir se perpétuer le style poétique qu'il a inventé. Avant sa mort en 1938, il rédige la préface de Voix dans le Renouveau — dont il conseille le choix du titre — et n'accepte plus que les visites de la poétesse,. Leur correspondance est évoquée dans le dernier tome des Mémoires de Jammes.
Après Voix dans le Renouveau, Alliette Audra continue de publier. Sa poésie reflète sa foi et la rapproche d'autres auteurs catholiques comme Jammes, Charles Guérin ou Marie Noël,. Elle évoque souvent la nature, les souvenirs, la douleur, l'espérance, la mort et l'au-delà, avec des vers irréguliers et un style volontairement simple,,,. Elle traduit aussi des poèmes de William Butler Yeats et Elizabeth Browning. Elle reçoit le Prix Gérard de Nerval en 1952 pour Poèmes pour un marin perdu et le Prix Caroline-Jouffroy-Renault pour Ce que disent les souffles en 1956.
Elle épouse Jean van Berchem en 1944, mais le couple divorce. Elle meurt le 30 novembre 1962 à Lausanne. Deux anthologies de ses poèmes sont publiées après sa mort : La Douceur du Monde chez Seghers en 1964 puis un album chez Émile-Paul en 1974.

## Œuvres
Œuvres référencées par Nicole Audra de Maistre.
- Sainte Rose de Viterbe, Rouart, 1924
- Via Crucis, Rouart, 1924
- Les œillets du poète, Rouart, 1926
- Les herbes hautes, Le Divan, 1931
- Prairie  (préf. Henri Pourrat), Corrêa, 1936
- Voix dans le Renouveau  (préf. Francis Jammes), Corrêa, 1938
- Du côté de la neige, Corrêa, 1939
- Rêvé à l'aube, Corrêa, 1945
- Ce que disent les Souffles, Les Lettres, 1949
- Poèmes pour Aude, Les Lettres, 1949
- Poèmes pour un marin perdu, Subervie, 1952
- Le lendemain de mes jours, Subervie, 1959
- Le cahier bleu, La Colombe
- Traduction des poèmes de William Butler Yeats, La Colombe
- Traduction des sonnets d'Elizabeth Browning, Corrêa